# Ökonomische Verwaltung der k.u.k. Streitkräfte
Die ökonomische Verwaltung der k.u.k. Streitkräfte war zuständig für Verpflegung, Bekleidung und Finanzen innerhalb der Armee.
Sie war aufgeteilt in die folgenden Zweige:
- Verpflegswesen
- Monturswesen
- Geldwesen
- Rechnungsdienst
- Intendantur

## Das Verpflegswesen
Dieses war verantwortlich für die Bereitstellung der von der Truppe benötigten Lebensmittel. Zu diesem Zweck waren Militärverpflegsmagazine und Militärverpflegsfilialmagazine eingerichtet. Das Personal bestand aus Verpflegsbeamten und der Verpflegsmannschaft.
Es galten die folgenden Ränge:
| Rangbezeichnung                  | Entsprechend              |
| -------------------------------- | ------------------------- |
| Oberverpflegsverwalter 1. Klasse | Oberst                    |
| Oberverpflegsverwalter 2. Klasse | Oberstleutnant            |
| Verpflegsverwalter               | Major                     |
| Verpflegsoffizial 1. Klasse      | Hauptmann                 |
| Verpflegsoffizial 2. Klasse      | Hauptmann                 |
| Verpflegsoffizial 3. Klasse      | Oberleutnant              |
| Verpflegsakzessist               | Leutnant                  |
|                                  | Kadett                    |
|                                  | Feldwebel                 |
|                                  | Zugsführer                |
|                                  | Korporal                  |
|                                  | Gefreiter                 |
|                                  | Verpflegssoldat 1. Klasse |
|                                  | Verpflegssoldat 2. Klasse |

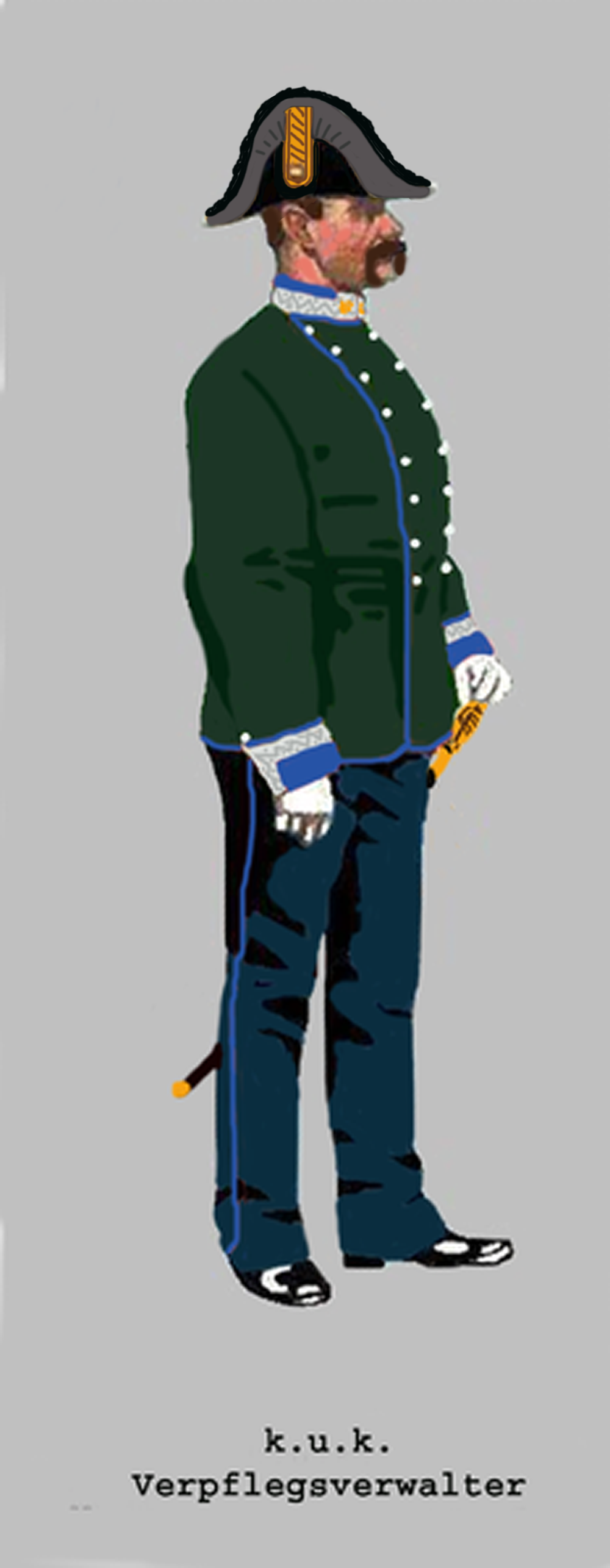
Verpflegsverwalter

- Adjustierung der Militärverpflegsbeamten

Sie zählten zu den Beamten ohne Portepee, unterlagen den gleichen Adjustierungsvorschriften wie die Artilleriezeugsbeamten und trugen als Kopfbedeckung einen sog. Stulphut aus schwarzem Filz. Die Krempe war links und rechts hochgestülpt. Hinten und vorne bildeten sie abwärts gerichtete Ecken mit Rosen aus fünf Reihen goldglänzender Bouillons mit einem samtschwarzen Feld mit dem eingestickten allerhöchsten Namenszug FJI. Für Oberoffiziere diente ein schwarzes Seidenband von 5,3 cm Breite als Krempeneinfassung. Bei den unteren Offiziersklassen bestand die Krempeneinfassung aus einer 7,6 cm breiten Goldborte mit Zackenmuster und je einem schwarzen Streifen an den Rändern. Ärzte bzw. Offiziere im Generalsrang hatten als Huteinfassung eine 8 cm breite Goldborte ohne schwarze Paspelierung.
Auf der rechten Seite des Hutes befand sich eine 8 cm durchmessende schwarze Kokarde und darübergelegt, eine Schlinge aus einer 2,6 cm breiten, doppelt gelegten Borte. Sie bildete unten eine Spitze und war mit einem weißen glatten Knopf besetzt. Die Feldkappe entsprach derjenigen der Infanterieoffiziere.
Sie trugen einen dunkelgrünen Waffenrock mit lichtblauen Aufschlägen (Egalisierung) und weißen, glatten Knöpfen. Als Beinkleidung dienten dunkelgrüne Pantalons mit hellblauen Passepoils. Der Mantel war blaugrau mit hellblauen Parolis. Als Beamte ohne Portepee trugen sie keine Rangsterne, sondern Rosetten als Rangabzeichen. Bewaffnung und persönliche Ausrüstung entsprach denen der Infanterieoffiziere.
- Adjustierung der Unteroffiziere und Mannschaften

Zur Parade trugen die Unteroffiziere und Mannschaften eine Kappe aus hechtgrauem Tuch nach der Form der Offiziere mit weißen Passepoils und Röschen. Die Rangborten der Chargen waren von schwarz-gelber Wolle.
Feldkappe, Waffenrock, Bluse und Pantalons waren ebenfalls aus hechtgrauem Tuch gefertigt. Lichtblaue Aufschläge und weiße glatte Knöpfe waren vorgeschrieben. Die benutzen Brotsäcke aus weißem Leinen entsprachen dem Muster, das bis vor 1888 im Gebrauch war und allgemein sonst nicht mehr verwendet wurde. Auch die Feldflasche war ein älteres, nicht mehr verwendetes Modell. Sie bestand aus Glas mit einem Blechüberzug und einem Inhalt von 1/2 Liter. Der noch nicht zu den Offizieren zählende Kadett trug einen dunkelgrünen Waffenrock und Bluse mit hellblauen Parolis. Als Seitenwaffe führte er den Infanterieoffizierssäbel.

## Das Monturswesen

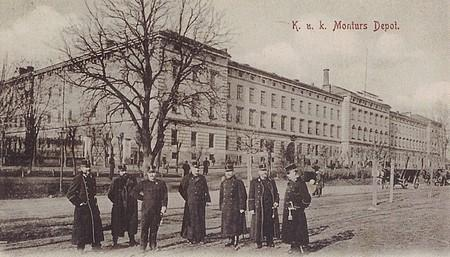
k.u.k. Montursdepot in Brünn

Die für die gesamten Streitkräfte notwendige Bekleidung, Ausrüstung, Sanitätsmaterial und Betten wurden zum Großteil von zivilen Firmen hergestellt. Einlagerung und Verwaltung des Materials erfolgte durch die Montursverwaltungsanstalten. In Wien, Graz, Brünn und Budapest gab es je ein Montursdepot, das jedes einen zugewiesenen Bereich der Monarchie zu betreuen hatte.
Durchgeführt wurde der Dienst in diesen Anstalten von den Angehörigen der Montursverwaltungsbranche. Diese bestand aus Stabs- und Oberoffizieren, dem technischen Hilfspersonal und der Mannschaft.
Das technische Hilfspersonal bestand aus den Werkmeistern 1. und 2. Klasse, welche dem Feldwebeldienstgrad entsprachen. Daneben gab es noch Zugsführer, Korporale und Gefreite, sowie Meister der 1. und der 2. Klasse und Gesellen der 1., der 2. und der 3. Klasse.

### Adjustierung 1895
- Offiziere und Werkmeister

Offiziere und Werkmeister trugen den Stulphut nach dem Muster der Militärärzte mit Hahnenfederbusch. Ansonsten Feldkappe nach Schnitt der Infanterieoffiziere. Waffenrock (nach Infanterieschnitt) und Feldbluse in Dunkelblau mit krapproter Egalisierung. Die Pantalos wurden aus lichtblauem Tuch gefertigt. Die Offiziere der Montursverwaltungsbranche hatten das Recht, die Feldbinde zu tragen. Als Bewaffnung diente der Infanterieoffizierssäbel.
- Unteroffiziere und Mannschaften

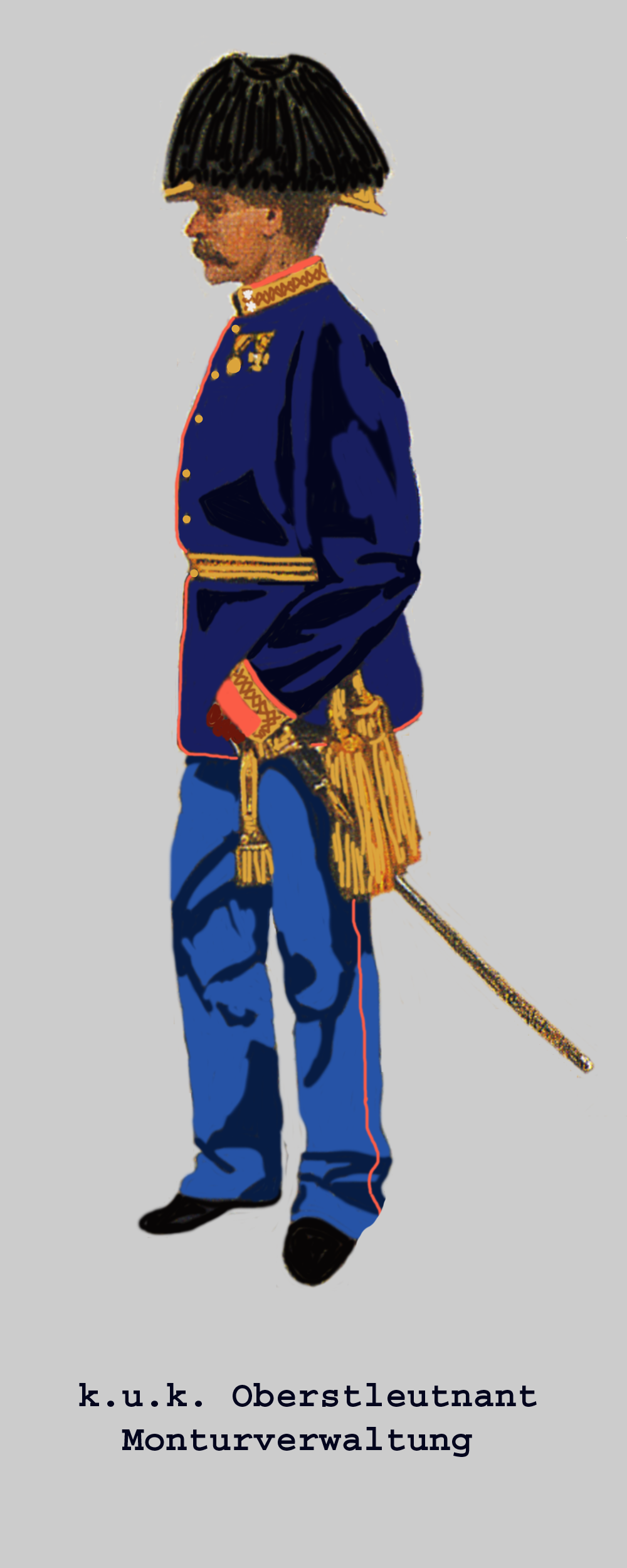
1895

Als Kopfbedeckung zur Parade diente eine hechtgraue Kappe wie für Offiziere mit weißen Passepoils und Röschen, die Distiktionsborten für die Chargen waren von schwarz-gelber Wolle. Feldkappe wie die Infanterie. Waffenrock aus dunkelblauem Tuch mit krapproten Kragen und Ärmelaufschlägen, ebensolchen Achselspangen und mit glatten gelben Knöpfen. Dunkelblaue Feldbluse mit krapproten Parolis. Lichtblaue Pantalons. Als Seitenwaffe diente der Infanteriesäbel an Leibriemen und Steckkuppel.

### Adjustierung 1912
- Offiziere und Werkmeister

Tschako bzw. hechtgraue Kappe nach dem Muster der Infanterie, dunkelgrüner Rock mit zwei Reihen gelber, glatter Knöpfe oder hechtgraue Bluse. Pantalons blaugrau mit Passepoils oder hechtgrau ohne Passepoils. Infanterieoffizierssäbel. Egalisierungsfarbe: rotbraun.
- Unteroffiziere und Mannschaften

Als Kopfbedeckung zur Parade diente der Infanterietschako. Hechtgraue Feldkappe wie die Infanterie. Waffenrock aus dunkelgrünem Tuch mit rotbraunem Kragen, Ärmelaufschlägen, Ärmelwulsten, ebensolchen Achselspangen und mit einer Reihe von glatten gelben Knöpfen. Hechtgraue Feldbluse mit rotbraunen Parolis. Nur hechtgraue Pantalons ohne Passepoils. Als Seitenwaffe diente der Infanteriesäbel an Leibriemen und Steckkuppel.

## Das Geldwesen
Für die Verwaltung der zur Aufrechterhaltung des Dienstbetriebes benötigen Finanzen gab es eigene Militärkassen, aus welchen die von der Truppe und den Anstalten getätigten Ausgaben beglichen wurden. Im Frieden bestanden Militärkassen in Wien, Budapest, Josephstadt, Sarajewo und das Zahlamt des Reichskriegsministeriums.
In den Militärkassen taten Militärkassenbeamte Dienst, die die folgenden Bezeichnungen führten:
| Rangbezeichnung          | Entsprechend   |
| ------------------------ | -------------- |
| Kassendirektor 1. Klasse | Oberst         |
| Kassendirektor 2. Klasse | Oberstleutnant |
| Zahlmeister              | Major          |
| Kassenoffizial 1. Klasse | Hauptmann      |
| Kassenoffizial 2. Klasse | Hauptmann      |
| Kassenoffizial 3. Klasse | Oberleutnant   |
| Kassenakzessist          | Leutnant       |

- Die Adjustierung der Militärkassenbeamten

Die Militärkassenbeamten trugen kein Portepee. Uniformierung und Bewaffnung entsprach dem Muster der Militärzeugsbeamten.
Sie trugen einen dunkelgrünen Waffenrock mit rosenroter Egalisierung und zwei Reihen weißer glatter Knöpfe.

## Der Rechnungsdienst
Dieser bestand aus dem Truppenrechnungsdienst und der Rechnungskontrolle. Bei den Unterabteilungen oblag der Rechnungsdienst den Rechnungsunteroffizieren. Bei den größeren Truppenteilen gab es einen oder mehrere Truppenrechnungsführer, die ein eigenes Offizierskorps mit den Chargen: Leutnant-, Oberleutnant- und Hauptmannrechnungsführer bildeten.

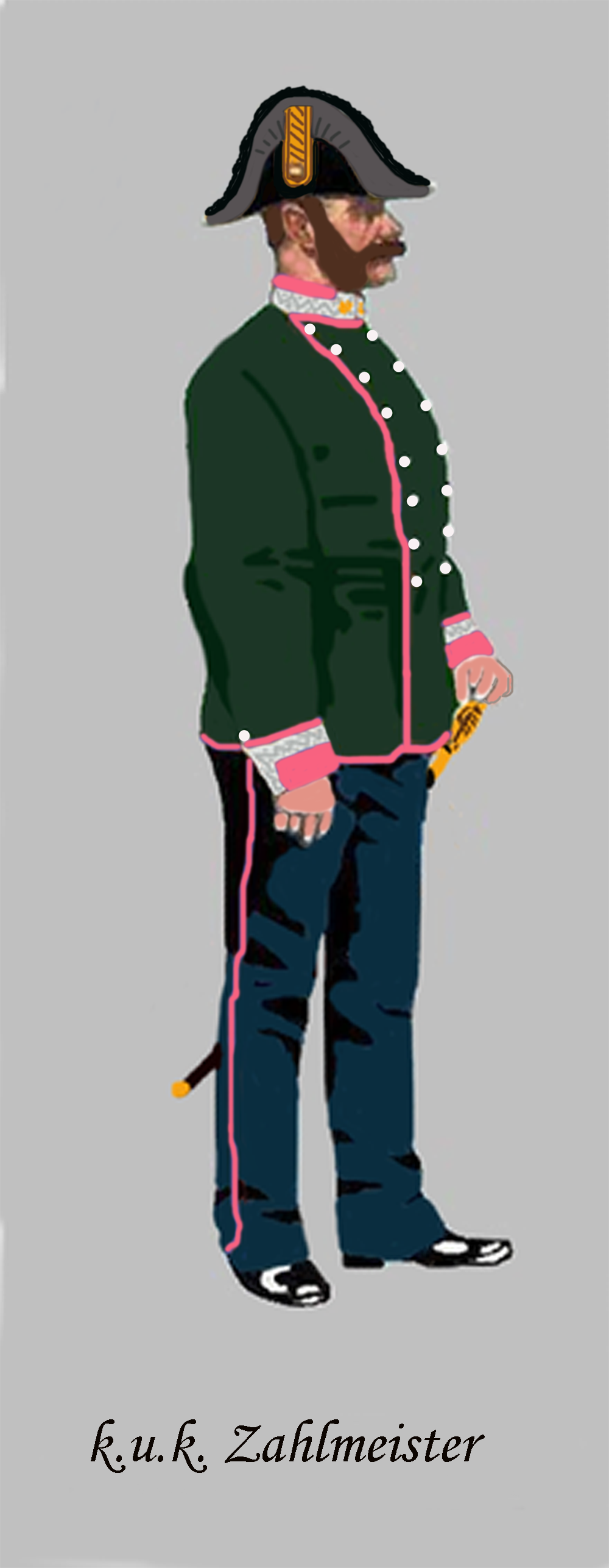

- Adjustierung der Truppenrechnungsführer

Die Truppenrechnungsführer waren mit einer eigenen Uniformierung ausgestattet, unabhängig von ihrer Waffengattungszugehörigkeit. Als Kopfbedeckung trugen sie einen Hut gemäß dem Muster der Militärärzte oder eine schwarze Kappe. Waffenrock und Bluse von dunkelgrünem Tuch mit lichtblauer Egalisierung und weißen glatten Knöpfen. Mantel und Pantalons bestanden aus blaugrauem Tuch. Als Seitenwaffe trugen sie den Infanterieoffizierssäbel.
Bei den Kommanden, Truppen und Anstalten erfolgte die Rechnungskontrolle durch die Intendanzen und durch das Reichskriegsministerium. Die Intendanzen gab es im Divisions-, Korps- und Distriktsbereich. Für diesen Dienst gab es wiederum eine eigene Militärrechnungskontrollbeamtenbranche.
Die Militärrechnungskontrollbeamten führten die folgenden Ränge:
| Rangbezeichnung             | Entsprechend   |
| --------------------------- | -------------- |
| Ministerialrat              | Generalmajor   |
| Oberrechnungsrat 1. Klasse  | Oberst         |
| Oberrechnungsrat 2. Klasse  | Oberstleutnant |
| Rechnungsrat                | Major          |
| Rechnungsoffizial 1. Klasse | Hauptmann      |
| Rechnungsoffizial 2. Klasse | Hauptmann      |
| Rechnungsoffizial 3. Klasse | Oberleutnant   |
| Rechnungsakzessist          | Leutnant       |
| Rechnungspraktikant         | Kadett         |

Die Rechnungskontrollbeamten versahen ihren Dienst bei den diversen Intendanzen. Die 15. Abteilung des Reichskriegministeriums – die Rechnungsabteilung – bestand nur aus Rechnungskontrollbeamten.
- Adjustierung der Rechnungskontrollbeamten

Rechnungskontrollbeamte trugen kein Portepee. Die Waffenröcke waren von dunkelgrünem Tuch mit alizarinroter Egalisierung und zwei Reihen von glatten weißen Knöpfen. Ministerialräte trugen gelbe Knöpfe. Ansonsten entsprach die Adjustierung dem Muster der Artilleriezeugsbeamten.

## Intendantur

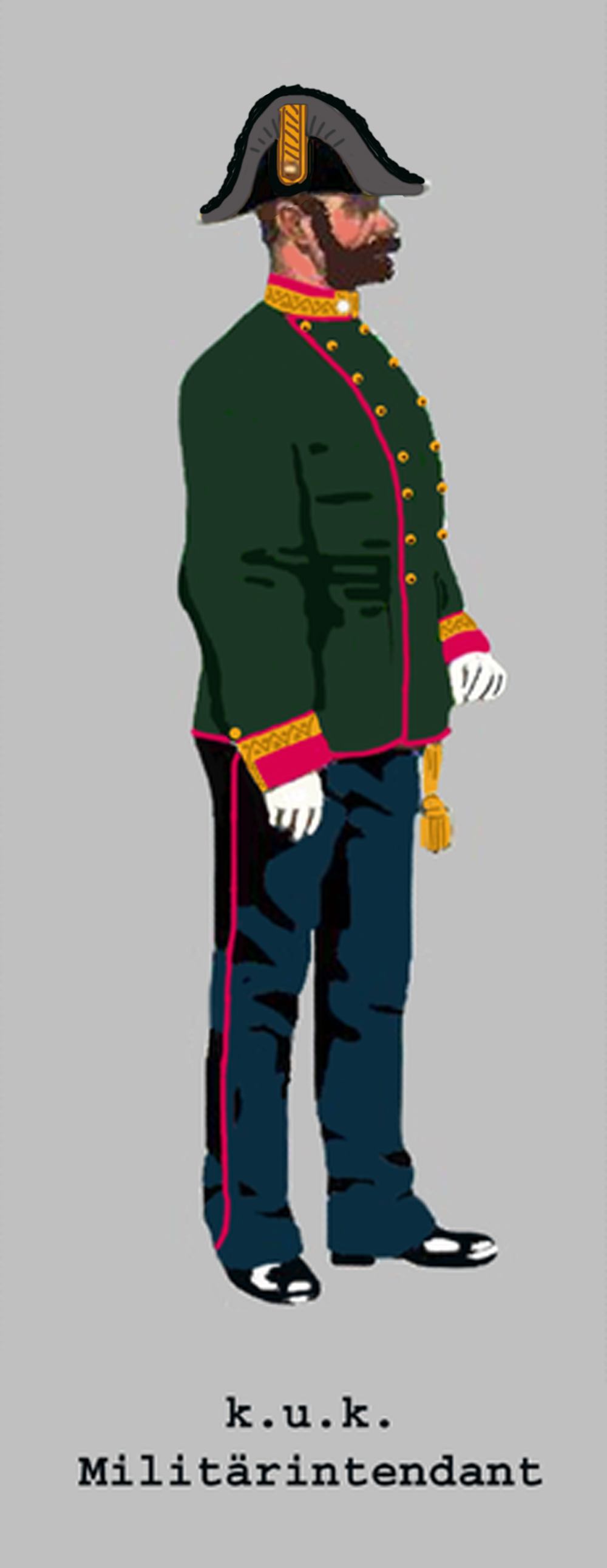

Der Intendantur bzw. dem Intendanzdienst oblag die Leitung und Kontrolle des gesamten Verwaltungsdienstes. Hierfür gab es eine eigene Beamtengruppe, die die Bezeichnung „Militärintendantur“ führte.
Bei den höheren Kommanden und Behörden war dafür je eine Intendanzabteilung beigestellt. An der Spitze der Intendantur stand ein Beamter mit dem Rang "Sektionschef" was dem Feldmarschalleutnant entsprach und welcher den Titel "Chef der Militärintendantur" führte. Er war gleichzeitig der Chef der ökonomischen Sektion im Ministerium.
Rangbezeichnungen der Intendanturbeamten:
| Rangbezeichnung                | Entsprechend         |
| ------------------------------ | -------------------- |
| Sektionschef                   | Feldmarschalleutnant |
| Generalintendant               | Generalmajor         |
| Militäroberintendant 1. Klasse | Oberst               |
| Militäroberintendant 2. Klasse | Oberstleutnant       |
| Militärintendant               | Major                |
| Militärunterintendant          | Hauptmann            |

Die Intendanzen übten auch die Aufsicht über die Militärkassen, die Militärverpflegsanstalten und die Militärbettenmagazine aus.
- Adjustierung der Intendanturbeamten

Die Intendanturbeamten hatten das Recht ein Portepee zu tragen. Ihre Adjustierungsvorschriften entsprachen jenen der Artillerieingenieure. Ihre Waffenröcke waren dunkelgrün mit karmesinroter Egalisierung und zwei Reihen gelbe glatte Knöpfe.